# Kiefer Sutherland
Kiefer William Fredrick Dempsey George Rufus Sutherland (London, 21. prosinca 1968.), kanadski glumac, producent i redatelj engleskog porijekla. Najpoznatiji je po ulozi Jacka Bauera u TV seriji "24". Sin je glumca Donalda Sutherlanda.